# Jersín
Jersín är en ort i Tjeckien.   Den ligger i regionen Vysočina, i den centrala delen av landet, 130 km sydost om huvudstaden Prag. Jersín ligger 521 meter över havet och antalet invånare är 191.
Terrängen runt Jersín är huvudsakligen platt. Jersín ligger nere i en dal.Runt Jersín är det ganska glesbefolkat, med 26 invånare per kvadratkilometer. Närmaste större samhälle är Jihlava, 17,5 km väster om Jersín. I omgivningarna runt Jersín växer i huvudsak blandskog.